# Сказки Чёрного Города
Сказки Чёрного Города — российская хоррор-панк-группа из Воронежа.

## История группы

### Начало творчества
Группа образовалась в начале 2007 года в Воронеже, когда к основателю и лидеру коллектива Николаю Ерохину присоединился гитарист Юрий Головков. Дебютный концерт группа сыграла в январе 2008 года в Воронежском арт-клубе «Выход». В конце года выступили на разогреве у группы «Пурген».
В середине апреля 2009 года записывается студийное демо из трёх песен «Тени»,"Оборотень" и «Знахарь». В конце 2009 года выступили на рок-фестивале «ШУРФ» в пабе «Сто ручьев».
24 апреля выступили в Питерском Дворце культуры имени Ленсовета на фестивале панк-культуры «Уроки панк-рока», организованный группой «Бригадный Подряд». Группа прошла отбор среди 500 заявок.

### Знакомство с Король и Шут
28 мая 2010 года в Липецком клубе «Торнадо» музыканты выступили на разогреве у группы «Король и Шут» перед полуторатысячной аудиторией. Коллектив получил высокую оценку со стороны лидеров «Король и Шут» Михаила Горшенёва и Андрея Князева. Также вокалист и лидер группы Николай Ерохин, совместно «Король и Шут» исполнил песни: «Лесник», «Марионетки», «Гимн Шута», «Северный Флот» и «Собрание».
30 января 2011 года «Сказки Чёрного Города» вновь выступили с группой «Король и Шут», но уже в Воронеже, в клубе «Жара». Перед тысячной аудиторией песни были исполнены в специально подготовленном к этому концерту акустическом варианте с привлечением сессионных музыкантов: скрипка, виолончель, флейта.
11 сентября 2011 года состоялся ещё один совместный концерт с группой «Король и Шут» в Воронеже в ДК Коминтерна.

### Первый альбом и совместное творчество
Весной 2012 года группа выпустила дебютный альбом в цифровом варианте, доступный для бесплатного скачивания из интернета.
4 июня 2013 года в сети появилась песня «Оборотень», записанная совместно с лидером группы «Король и Шут», Михаилом Горшенёвым.
28 сентября 2013 года в сети появился сингл «В густой траве», песня войдёт во второй альбом.
22 ноября 2013 года в сети появилась кавер-версия песни «Дагон» группы «Король и Шут».
1 марта 2014 года в сети появилась пересведённая версия инструментальной композиции «Письмо без слов…», первая версия которой входит в сингл «Башмачник».
26 марта 2014 года в сети появилась кавер-версия песни «Счастье?» группы «Король и Шут».
12 июля 2014 года, вместе с группами «Кукрыниксы» и «Пилот», «Сказки Чёрного Города» выступили на фестивале «Сафоний», прошедший в Смоленской области.

### Обретение успеха
4 июня 2015 года в сети появилась перезаписанная версия композиции «Лесная царевна» в составе одноимённого сингла.
14 июня 2015 года группа выступила на первом ежегодном рок-фестивале «Чайка», проходившем в Воронеже. На фестивале так же выступали такие коллективы как «Catharsis», «Элизиум», «План Ломоносова», «КняZz» и «Кипелов».
27 июня 2015 года — выступление на главной сцене фестиваля «Мотоярославец 2015».
11 июля 2015 года — выступление на фестивале «Сафоний-2015».
26 июля 2015 года — выступление на первом ежегодном, международном фестивале «Крым Фест точка РУ».
19 сентября 2015 года — выступление на международном фестивале «Fresh Sound».
26 мая 2017 года вышел в свет релиз группы Том III. Меж раем и адом, в который вошло 11 композиций и 3 бонус-трека, включая совместную песню "Дотянуться до звёзд"с группой «КняZz».

### Десятилетие группы
23 февраля 2018 года в клубе «Adrenaline Stadium» была представлена постановка новой металл-оперы группы «Эпидемия» — «Легенда Ксентарона». В ней Николай Ерохин исполнил роль Колдуна, которую в студийной версии исполняет Алексей Горшенёв.
11 октября 2018 года в сети появился дебютный клип группы на композицию «Вкус ночи»

### 2019 — наше время
11 июля 2019 года в сети появился сингл «Грешники», в котором принял участие вокалист группы Бригадный подряд (группа) — Анатолий Скляренко
10 октября 2019 года в сети появился сингл «Узник Тёмной Башни», записанный совместно с вокалистом группы «Эпидемия» Евгением Егоровым. Соавтором текста выступил лидер группы Эпидемия — Юрий Мелисов
16 марта 2021 года в сети появился сингл «Зверь внутри»
15 июня 2022 года в сети появился сингл «Еретик», записанный совместно с вокалистом группы «План Ломоносова» Александром Ильиным

## Состав группы

### Текущий состав
- Николай «Док» Ерохин — вокал, тексты, музыка
- Дмитрий Джиоев — гитара
- Владимир Авдеев — гитара
- Игорь Старых — бас-гитара
- Михаил Кривопусков — ударные

### Бывшие участники
- Виктор Небольсин — ударные (2007—2008)
- Дмитрий Кокотовский — ударные (2008—2009)
- Владимир Головин — гитара, бас-гитара, ударные (2008—2012)
- Антон Сердечный — гитара (2007—2011)
- Юрий Головков — гитара (2007—2010), (2013—2018)
- Павел Зайцев — ударные (2012—2019)
- Антон Андреев — бас-гитара, гитара, виолончель (2009—2020)
- Андрей Болотов — гитара (2018—2021)
- Григорий Швырёв — бас-гитара (2010—2022)
- Дмитрий Большепаев — ударные (2019—2022)

## Дискография

### Студийные альбомы

#### Полноформатные альбомы
- 2012 — Том I. Хранители снов
- 2014 — Том II. Дотянуться до звезд
- 2017 — Том III. Меж раем и адом
- 2025 — Том IV. Зона отчуждения

#### Демо и мини-альбомы
- 2009 — Студийное демо
- 2011 — Башмачник

#### Синглы
- 2011 — Клоун
- 2013 — Оборотень (feat. Михаил Горшенёв)
- 2013 — В густой траве
- 2015 — Маскарад
- 2016 — Потухший маяк
- 2019 — Грешники (feat. Анатолий Скляренко)
- 2019 — Узник Тёмной Башни (feat. Евгений Егоров)
- 2021 — Зверь внутри
- 2022 — Еретик (feat. Александр Ильин)
- 2024 — Туман (feat. НЕ ОН)
- 2024 — Звездочёт (feat. Чёрный Обелиск, Арктида)
- 2024 — Ведьма (feat. Above the Stars)
- 2024 — Модель для Пикмана
- 2024 — Быть свободным (feat. Clockwork times, Токсиген)
- 2025 — Леший (feat. Борода Бабая, Nagart)

#### Концертные записи
- 2008 — Концерт в клубе Ангар
- 2009 — Концерт в клубе Выход
- 2009 — Концерт в клубе Планетарий
- 2010 — Уроки Панк-Рока (ДК Ленсовета)
- 2010—2011 — Концертные записи
- 2011 — Концерт в клубе Тарантул
- Разное 2009—2010

### Другие треки
- 2013 — Дагон (кавер-версия одноимённой песни группы «Король и Шут»)
- 2014 — Счастье? (кавер-версия одноимённой песни группы «Король и Шут»)
- 2014 — Письмо без слов…
- 2014 — Звездочёт (piano version)
- 2015 — Лесная царевна (2015)
- 2016 — Башмачник (2016) — акустическая версия
- 2016 — Дотянуться до звёзд (feat. Андрей Князев)